# Ouizeght
Ouizeght (franska: Ouizeght (CR), Ouizeght (Commune Rurale), arabiska: اولاد الطيب) är en kommun i Marocko.   Den ligger i provinsen Boulemane och regionen Fès-Meknès, i den nordöstra delen av landet, 290 km sydost om huvudstaden Rabat. Antalet invånare är 5 509.